# Ravena
|  | No s'ha de confondre amb Ravenna. |

Ravena és una vila del Comtat d'Albany a l'Estat de Nova York als Estats Units d'Amèrica.

## Demografia
Segons el cens dels Estats Units del 2000 Ravena tenia 3.369 habitants, 1.380 habitatges, i 892 famílies. La densitat de població era de 970,7 habitants per km².
Dels 1.380 habitatges en un 33% hi vivien nens de menys de 18 anys, en un 48,3% hi vivien parelles casades, en un 13,4% dones solteres, i en un 35,3% no eren unitats familiars. En el 29,5% dels habitatges hi vivien persones soles el 12,4% de les quals corresponia a persones de 65 anys o més que vivien soles. El nombre mitjà de persones vivint en cada habitatge era de 2,41 i el nombre mitjà de persones que vivien en cada família era de 2,99.
Per edats la població es repartia de la següent manera: un 25,7% tenia menys de 18 anys, un 8,3% entre 18 i 24, un 31,3% entre 25 i 44, un 20,7% de 45 a 60 i un 14,1% 65 anys o més.
L'edat mediana era de 36 anys. Per cada 100 dones de 18 o més anys hi havia 85,9 homes.
La renda mediana per habitatge era de 42.875 $ i la renda mediana per família de 54.875 $. Els homes tenien una renda mediana de 40.351 $ mentre que les dones 26.865 $. La renda per capita de la població era de 20.145 $. Entorn del 8,4% de les famílies i el 8,9% de la població estaven per davall del llindar de pobresa.